# Cashel (Tipperary)
Cashel (irisch Caiseal Mumhan, das bedeutet Steinfestung von Munster) ist eine Stadt im County Tipperary, im südlichen Mittelland der Republik Irland. Cashel ist der Bischofssitz eines römisch-katholischen Erzbistums und eines anglikanischen Bischofs, der auch Bischof von Ossory ist. Die Einwohnerzahl beträgt 4805 (Agglomeration, Volkszählung 2022).
Die Stadt liegt an der Autobahn M8 von Dublin nach Cork City; bis 2004 war sie der Kreuzungspunkt der N8 mit den Nationalstraßen N62 und N74.
Cashel ist insbesondere durch den Rock of Cashel bekannt, einen Ort, der eine zerfallene Kirche sowie Festungsanlagen umfasst.
Die Kommune Cashel ist Mitglied der European Charter – Villages of Europe, einer Gruppe ländlicher Gemeinden aus allen 28 EU-Ländern.

## Geschichte
Der Rock of Cashel, von dem die Stadt ihre Abstammung hat, ist eine Erhebung aus geschichtetem Kalkstein. Ganz oben auf dem Fels sind viele bemerkenswerte Ruinen. Ursprünglich war er bekannt als Zauber- oder Feenberg, oder auch „Sid-Druim“. Der „Felsen“ war in heidnischen Zeiten die Festung oder Burg des Clans der Eóghanachta, der ehemaligen Herrscher von Munster. In Irisch bezeichnet Caiseal eine kreisförmige Steinfestung und ist der Name vieler anderer Orte in Irland. Das „Book of Rights“ zeigt, dass der Name von dem irischen Wort Cais-il kommt, das „Tributstein“ bedeutet, weil die Munsterstämme auf dem Felsen Tribut gezahlt haben. Nachdem der Großvater von Aengus Mac Natfraich eine Festung errichtet hat, wurde Cashel die Hauptstadt von Munster. Zu der Zeit, als St. Patrick die Vorherrschaft über die ganzen königlichen Festungen der Provinz erlangte, herrschte Aengus als König von Cashel.
Im 4. Jahrhundert errichtete die Eóganachtadynastie ihre Hauptstadt auf und um den Felsen. In der darauffolgenden Zeit regierten dort die Könige von Munster.

## Kultur und Sehenswürdigkeiten

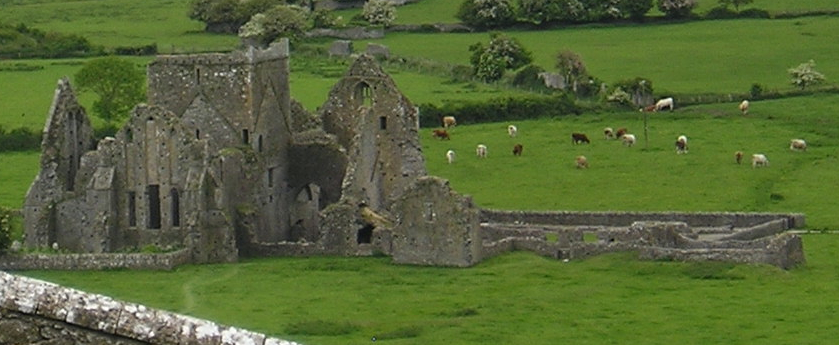
Hore Abbey in Cashel

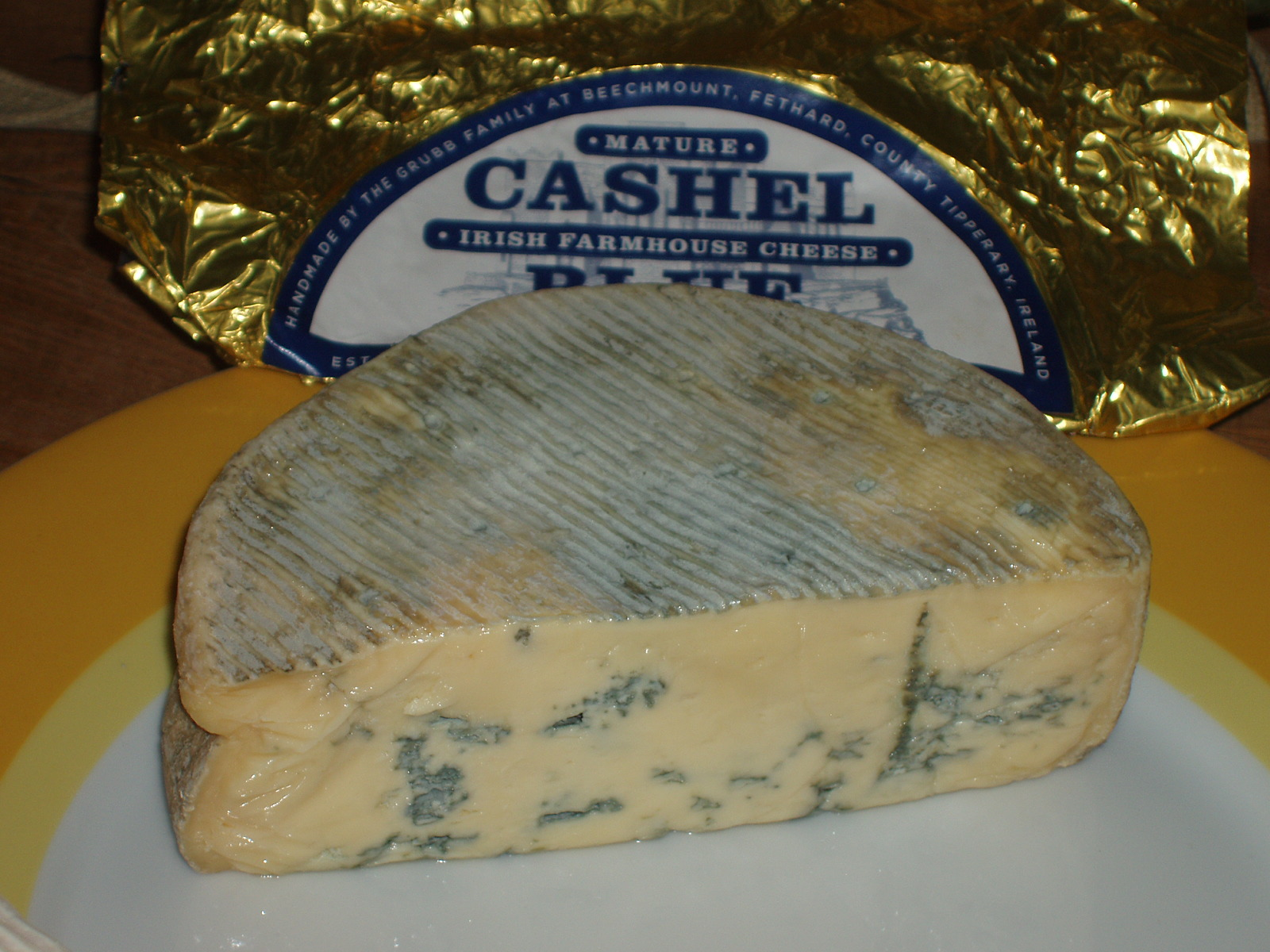
Cashel Blue

Der Rock of Cashel ist eine der bekanntesten Touristenattraktionen in Irland. Die Stadt hat aber auch viele andere Sehenswürdigkeiten, wie beispielsweise die GPA Bolton Bücherei, die viele Bücher besitzt, die man sonst nirgendwo auf der Welt finden kann.
Auf der Hauptstraße ist das Heritage Centre und die Touristinformation untergebracht. (Der Eintritt ist frei.) Sie stellen ein Modell von Cashel im Jahre 1640 zur Ansicht sowie eine Multimediapräsentation in mehreren Sprachen.
Außerdem sind die Freibriefe, die von den Königen Karl II. (1663) und Jakob II. (1687) bewilligt wurden, im Heritage Centre ausgestellt.
Zu Fuß kann man am besten die Innenstadt von Cashel, die gregorianische St. John’s Kathedrale, die angrenzende Bolton Bücherei, die Stadtmauern, das ehemalige Dekanat, die Ruine des Dominikanerklosters St. Dominic oder das Schloss des Erzbischofs, das nun eines der führenden Hotels ist, erkunden. Unmittelbar vor den Toren der Stadt unterhalb des Rock of Cashel findet sich die ehemalige Zisterzienserabtei Hore.
Cashel ist aber auch bekannt für seinen Blauschimmelkäse, genannt Cashel Blue, der eigentlich in Fethard hergestellt wird, einem Dorf, das 16 km von Cashel entfernt ist.
Zudem ist die Stadt der Sitz eines Museums für Landleben.

## Sport
- Cashel King Cormacs GAA ist der ortsansässige Gaelic Athletic Association Club.
- Cashel Town Football Club ist der ortsansässige Fußballclub.

## Persönlichkeiten
- Robert Peel (1788–1850), britischer Premierminister, begann seine parlamentarische Karriere als Unterhausmitglied für das Borough Cashel
- Michael Davern (1900–1973), Mitglied der Irisch-Republikanischen Armee während des Irischen Unabhängigkeitskrieges und Politiker
- Seán McCarthy (1937–2021), Arzt und Politiker
- Noel Davern (1945–2013), Politiker